# Esquel (meteorito)
Esquel es un meteorito metalorrocoso de tipo pallasita encontrado cerca de Esquel, en la parte noroeste de la provincia del Chubut (Patagonia Argentina), en las coordenadas 42°54′S 71°20′O / -42.900, -71.333. Se trata de un tipo de meteorito pedregoso de hierro que cuando se corta y cuando se pule muestra hermosos cristales de color amarillento de olivino (peridoto). El meteorito Esquel es reconocido a nivel mundial entre los coleccionistas y la comunidad científica.

## Historia
En 1951 un campesino descubrió un meteorito en un lugar desconocido cerca de Esquel mientras que cavaba un agujero para un depósito de agua. El meteorito fue adquirido por buscadores, y llevado a los Estados Unidos en 1992 por el experto en meteoritos Robert Haag.

## Características

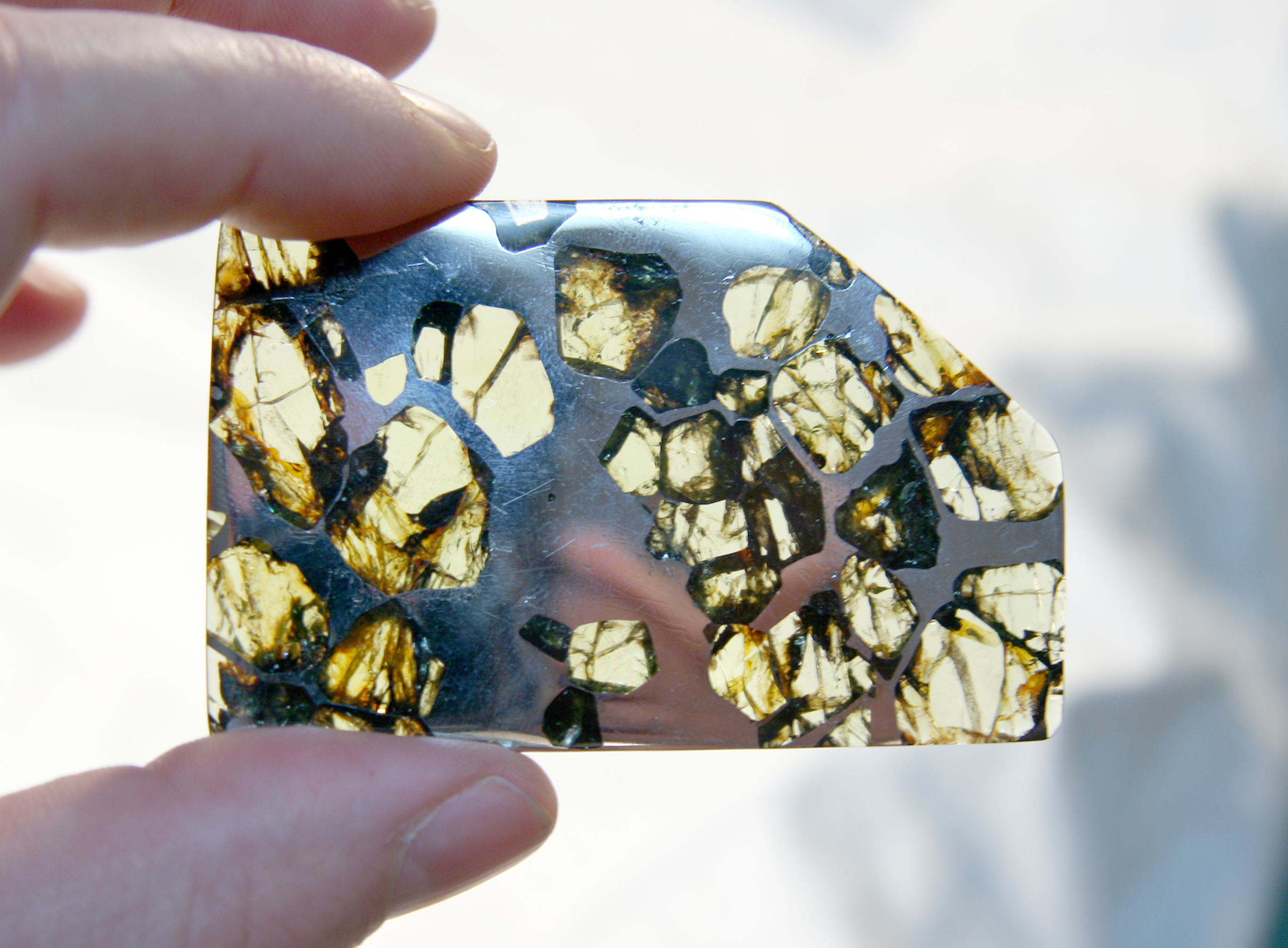
Vista de un trozo pulido del meteorito. Imagen de la NASA.

Se trata de un Litosiderito del tipo pallasita y pertenece al grupo MGP (o Grupo principal). Está compuesto por 50% níquel-hierro y 50% olivino, como así también por 21.5 ppm de galio, 55.5 ppm de germanio y 0.023 ppm de iridio. Se cree que cayó entre 1927 y 1934.

## Muestras
La publicación Meteoritical Bulletin número 29 (1964) informa de una masa principal de "alrededor de 1500 kg". Sin embargo, OA Turone informó una masa de 755 kilogramos (1.660 libras). Robert Haag, el comprador de la masa principal, informó un peso de 680 kilogramos (1.500 libras). Casi todos los meteoritos Esquel que se han encontrado en el mercado se cortan de esta pieza.
Es uno de los meteoritos más bellos que se han encontrado por lo que también es uno de los palasitos más deseables entre los coleccionistas de meteoritos.